# Tsuno (Miyazaki)
Tsuno (都農町?) è una cittadina giapponese della prefettura di Miyazaki.